# Pitawastatyna
Pitawastatyna (łac. pitavastatinum) – wielofunkcyjny organiczny związek chemiczny pochodzenia syntetycznego, mający w swojej cząsteczce wspólną z innymi statynami w formie aktywnej grupę farmakoforową – łańcuch β-hydroksykwasu karboksylowego.
Stosowana jest jako lek zmniejszający stężenie lipidów, ma także dodatkowe działanie plejotropowe na układ krążenia poprzez wpływ na czynność śródbłonka, stabilizację blaszek miażdżycowych, hamowanie układu krzepnięcia, stymulację układu fibrynolizy, hamowanie reakcji zapalnych oraz działanie immunomodulacyjne.
Działa przez hamowanie enzymu reduktazy 3-hydroksy-3-metylo-glutarylokoenzymu A (HMG-CoA).
Znajduje zastosowanie w leczeniu hiperlipidemii, zarówno w monoterapii, jak i leczeniu skojarzonym. Zmniejsza liczbę incydentów wieńcowych, zgonów spowodowanych chorobą wieńcową, udarów mózgu i zabiegów rewaskularyzacyjnych. Jest dobrze tolerowana, a jej najpoważniejszym działaniem niepożądanym jest rabdomioliza.

## Występowanie
Pitawastatyna jest syntetycznym związkiem chemicznym i nie występuje naturalnie.

## Historia
W 1973 zespół Akira Endō po przebadaniu ponad 6000 szczepów bakteryjnych odkrył, że substancja ML-236B (mewastatyna) wydzielana przez Penicillium citrinum ma właściwości obniżania poziomu cholesterolu oraz lipoproteiny o niskiej gęstości (LDL) w surowicy zwierząt laboratoryjnych i ludzi, jednak badania na zwierzętach wykazały jej potencjalną toksyczność. W 1978 zespół Alfreda Albertsa wyizolował z produktów fermentacji Aspergillus terreus nowy związek o zbliżonej budowie, lowastatynę. W 1986 roku wykazano, że za aktywność biologiczną naturalnych statyn odpowiada łańcuch β-hydroksykwasu karboksylowego, natomiast pierścień naftalenowy może być zastąpiony innym układem pierścieniowym. W latach dziewięćdziesiątych XX wieku w laboratoriach japońskiej firmy farmaceutycznej Nissan Chemical Industries została odkryta siódma statyna – syntetyczna pitawastatyna – która w 2003 wprowadzona została w Japonii, a następnie w 2005 w Korei Południowej i Tajlandii przez Kowa Company. W 2009 pitawastatyna została zarejestrowana przez amerykańską Agencję Żywności i Leków.

### Kluczowe badania kliniczne
| Akronim badania | Nazwa badania                                                               | Czas obserwacji | Wskazania                                                                                                   | Miejsce publikacji                            | Liczba przebadanych pacjentów | Wyniki badania |
| --------------- | --------------------------------------------------------------------------- | --------------- | --- | --------------------------------------------- | ----------------------------- | --- |
| JAPAN-ACS       | Japan Assesment of Pitavastatin and Atorvastatin in Acute Coronary Syndrome | 1 rok           | - ostry zespół wieńcowy                                                                                     | Journal of the American College of Cardiology | 252                           | - 16,9% zmniejszenie blaszki miażdżycowej przy stosowaniu pitawastatyny - 18,1% zmniejszenie blaszki miażdżycowej przy stosowaniu atorwastatyny |
| LIVES           | LIVALO Effectiveness and Safety (LIVES) Study                               | 2 lata          | - podwyższone stężenie cholesterolu - rodzinna hipercholesterolemia - wskazania do stosowania pitawastatyny | Japanese Pharmacology and Therapeutics        | 20279                         | - 10,4% wystąpiły działania niepożądane - 4,5% wystąpiły objawy miotoksyczne - 1 przypadek rabdomiolizy - 2,8% wystąpiły objawy hepatoksyczne   |

## Budowa
Struktura pitawastatyny opiera się na układzie chinolinowym podstawionym ugrupowaniem p-fluorofenylowym i cyklopropylowym oraz grupą farmakoforową – jednostką β-hydroksykwasu karboksylowego z grupą hydroksylową w położeniu 4.
Budowa cząsteczki wszystkich statyn nie tylko wykazuje podobieństwo do cząsteczki 3-hydroksy-3-metyloglutarylokoenzymu A, lecz także wykazuje tysiąc razy większe powinowactwo do reduktazy 3-hydroksy-3-metyloglutarylokoenzymu A (HMG-CoA), z którą wiążą się odwracalnie i kompetycyjnie.

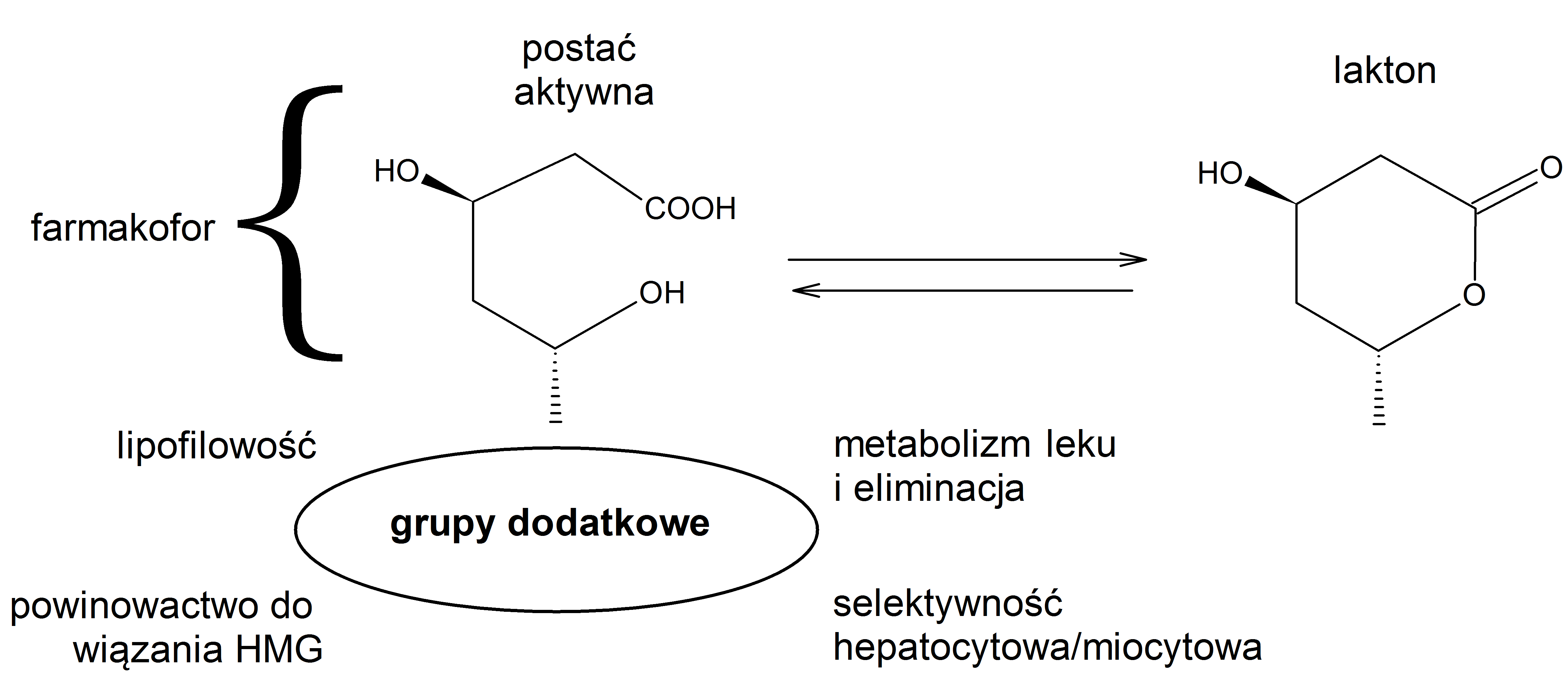
Schematyczna struktura statyn

## Mechanizm działania
Proces syntezy cholesterolu przebiega w wielu etapach. Pierwszy z nich to biosynteza mewalonianu. Na początku dzięki tiolazie i syntazie HMG-CoA z reszt acetylowych przenoszonych przez koenzym A powstaje 3-hydroksy-3-metyloglutarylokoenzym A (HMG-CoA). Związek ten jest substratem reduktazy HMG-CoA, która zredukowaną postać fosforanu dinukleotydu nikotynoamidoadeninowego (NADPH+H+) redukuje do mewalonianu (stanowiącego substrat kolejnego etapu syntezy cholesterolu). Aktywność tego enzymu hamują w warunkach naturalnych kwasy żółciowe, cholesterol i sam mewalonian. Jest to kluczowy w tym procesie enzym, którego aktywność ogranicza szybkość biosyntezy cholesterolu.

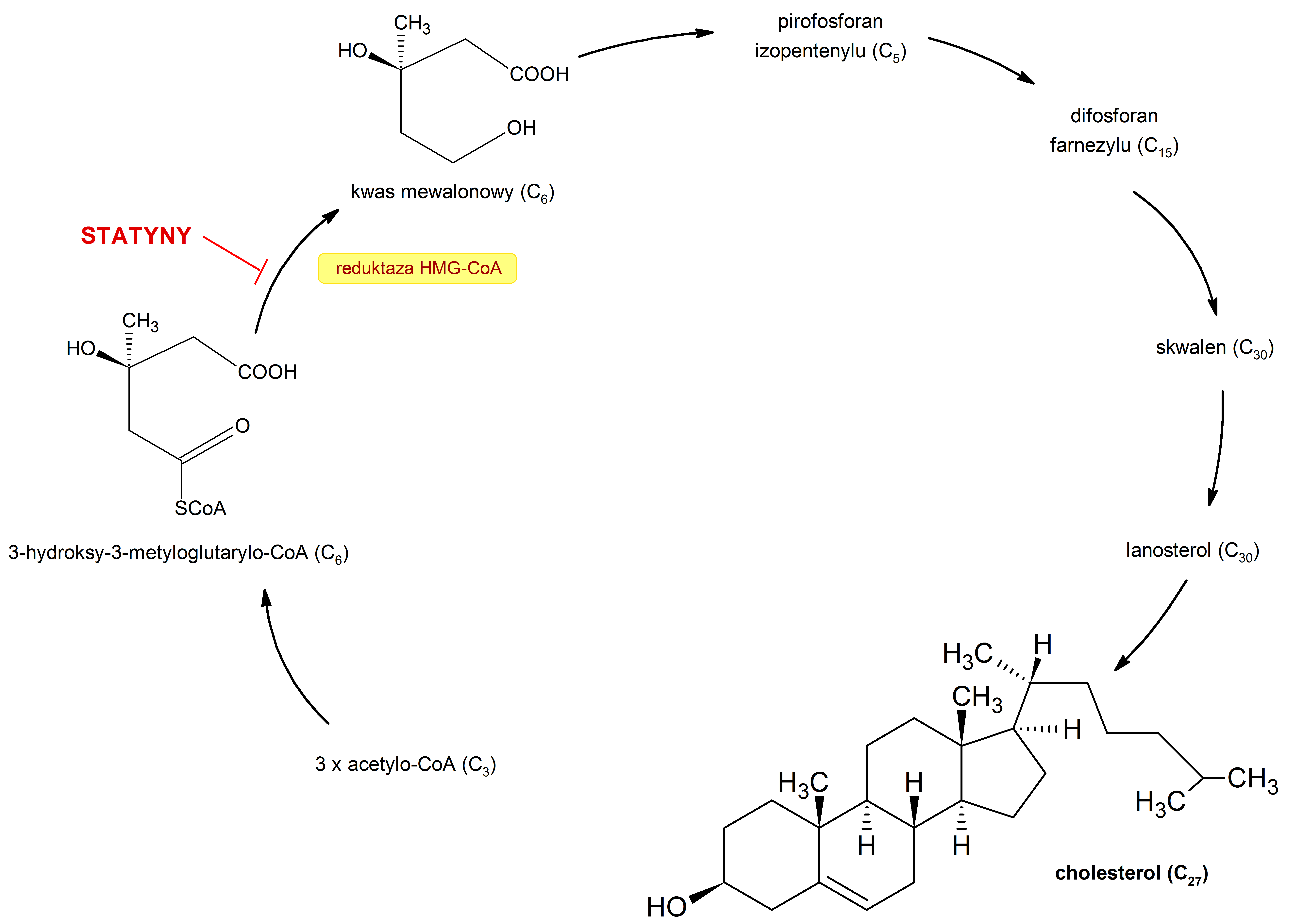
Kaskada biosyntezy donorów grup prenylowych i cholesterolu. Statyny hamują syntezę mewalonianu z HMG-CoA

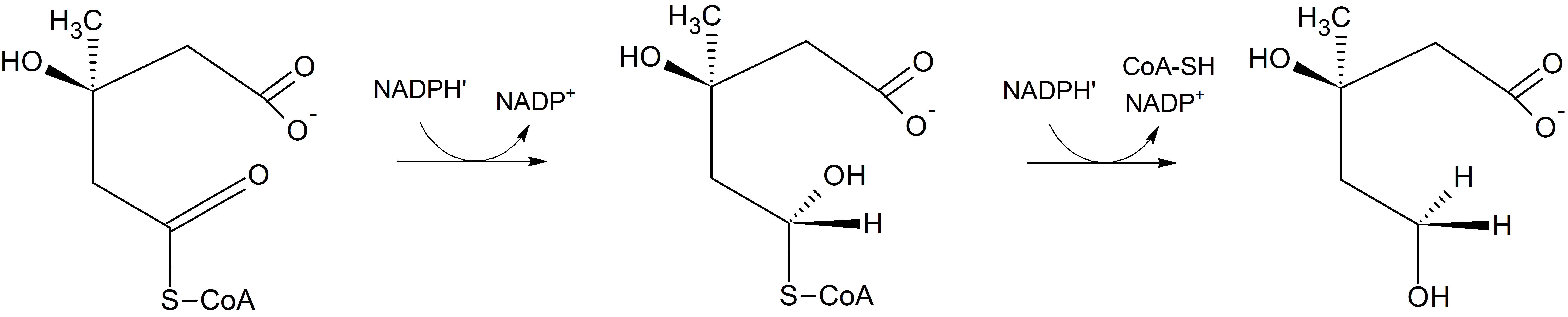
Dokładniejszy mechanizm reakcji powstawania mewalonianu, która jest blokowana przez statyny

Mechanizm działania statyn opiera się właśnie na specyficznym, kompetytywnym i odwracalnym hamowaniu reduktazy HMG-CoA, co następuje natychmiast po wniknięciu do komórki wątrobowej. Blokowanie syntezy cholesterolu powoduje spadek jego stężenia. Cholesterol uczestniczy w regulacji ekspresji wielu genów poprzez łączenie się z białkami wiążącymi sterolowe elementy regulacyjne, SREBP. Skutkiem tego jest nasilenie transkrypcji genu kodującego receptor dla lipoprotein o niskiej gęstości, wzrost liczby receptorów kodowanych przez ten gen na powierzchni błony komórkowej i zwiększenie wychwytu z krwi lipoprotein niskiej oraz pośredniej gęstości. Biologicznym efektem tego mechanizmu, pod postacią zmian w lipidogramie, jest rozpoczęcie działania statyn po dwóch tygodniach, natomiast pełny efekt występuje po sześciu tygodniach od pierwszej dawki.

## Zastosowania

### Wskazania
Obniżenie podwyższonego stężenia całkowitego cholesterolu (TC) oraz cholesterolu LDL (LDL-C) u pacjentów z pierwotną hipercholesterolemią, łącznie z pacjentami z rodzinną heterozygotyczną hipercholesterolemią oraz współwystępującą (mieszaną) dyslipidemią w sytuacji, gdy stosowana dieta oraz inne metody niefarmakologiczne są niewystarczające.

### Wytyczne amerykańskie ACC/AHA 2013
American College of Cardiology (ACC) i American Heart Association (AHA) wydały w 2013 roku wytyczne postępowania wpływającego na stężenie cholesterolu we krwi.
W dwóch grupach pacjentów zalecono leczenie o umiarkowanej intensywności (docelowe zmniejszenie LDL-C o 30–49%), do którego zaliczono także kurację pitawastatyną w dawce 2–4 mg:
- chorzy z cukrzycą w wieku 40–75 lat ze stężeniem LDL-C 70–189 mg/dl (1,8–4,9 mmol/l) bez dowodów na chorobę sercowo-naczyniową (jeżeli jednak u takiego chorego 10-letnie ryzyko choroby układu krążenia na tle miażdżycy – wyliczone według kalkulatora ryzyka będącego integralną częścią tych wytycznych – jest wyższe niż 7,5%, należy rozważyć leczenie intensywne);
- osoby bez choroby sercowo-naczyniowej i bez cukrzycy, w wieku 40–79 lat, ze stężeniem LDL-C 70–189 mg/dl (1,8–4,9 mmol/l) i 10-letnim ryzykiem choroby sercowo-naczyniowej na tle miażdżycy ≥ 7,5% (wyliczonym według kalkulatora ryzyka będącego integralną częścią tych wytycznych) – należy stosować leczenie umiarkowane lub intensywne[27].

## Interakcje
| Stopień ciężki                              | Stopień duży | Stopień średni                                   | Stopień mały                                  |
| ------------------------------------------- | --- | ------------------------------------------------ | --------------------------------------------- |
| przeciwwskazania bezwzględne                | przeciwwskazania względne | średnie ryzyko ciężkiego zdarzenia niepożądanego | małe ryzyko ciężkiego zdarzenia niepożądanego |
| - cyklosporyna - sfermentowany czerwony ryż | - atazanawir - bezafibrat - cyprofibrat - darunawir - erytromycyna - etofibrat - fenofibrat - renofibrat choliny - fosamprenawir - gemfibrozyl - klofibrat - klofibrat glinu - klofibryd - lopinawir - ryfampicyna - rytonawir - ronifibrat - sakwinawir - symeprewir - symfibrat - telitromycyna - typranawir | - kolchicyna - witamina B3 - raltegrawir         | - warfaryna                                   |

## Dawkowanie
Dawkowanie w różnych sytuacjach klinicznych przedstawia się następująco:

### Osoby dorosłe oraz dzieci od 10 roku życia
| Dawka początkowa | Dawka maksymalna | Ocena efektów leczenia i ewentualna korekta dawki |
| ---------------- | ---------------- | ------------------------------------------------- |
| 1 mg             | 4 mg             | co cztery tygodnie                                |

Nie ma konieczności modyfikacji dawki leku u pacjentów w podeszłym wieku.

### Dzieci w wieku od 6 do 9 lat
| Dawka początkowa | Dawka maksymalna | Ocena efektów leczenia i ewentualna korekta dawki |
| ---------------- | ---------------- | ------------------------------------------------- |
| 1 mg             | 2 mg             | co cztery tygodnie                                |

Pitawastatyna nie jest przeznaczona do stosowania u dzieci poniżej 6 roku życia.

### Zaburzenia czynności nerek
W zaburzenia czynności nerek stężenie cholesterolu frakcji LDL nie jest ani parametrem wskazującym na konieczność leczenia ani celem terapeutycznym.
| Wskaźnik filtracji kłębuszkowej [ml/min/1,73 m²] | Wskaźnik filtracji kłębuszkowej [ml/min/1,73 m²] | Wskaźnik filtracji kłębuszkowej [ml/min/1,73 m²] | Dializy | Przeszczepienie nerki |
| > 60                                             | 59–30                                            | < 30                                             | Dializy | Przeszczepienie nerki |
| ------------------------------------------------ | ------------------------------------------------ | ------------------------------------------------ | ------- | --------------------- |
| 1–4                                              | 2                                                | 2                                                | 2       | 2                     |

### Zaburzenia czynności wątroby
| Dawka początkowa | Dawka maksymalna | Ocena efektów leczenia i ewentualna korekta dawki |
| ---------------- | ---------------- | ------------------------------------------------- |
| 1 mg             | 2 mg             | co cztery tygodnie                                |

### Ciąża i okres karmienia piersią
Pitawastatyna jest przeciwwskazana w ciąży i w okresie karmienia piersią.

### Przedawkowanie
Brakuje specyficznych danych dotyczących postępowania w przedawkowaniu pitawastatyny. Leczenie przedawkowania pitawastatyny jest jedynie objawowe i podtrzymujące. Ze względu na duży stopień wiązania z białkami osocza dializoterapia może okazać się nieskuteczna.